# Прушин (Плонський повіт)
Прушин (пол. Pruszyn) — село в Польщі, у гміні Плонськ Плонського повіту Мазовецького воєводства.
Населення — 64 особи (2011).
У 1975-1998 роках село належало до Цехановського воєводства.

## Демографія
Демографічна структура станом на 31 березня 2011 року:
|          | Загалом | Допрацездатний вік | Працездатний вік | Постпрацездатний вік |
| -------- | ------- | ------------------ | ---------------- | -------------------- |
| Чоловіки | 28      | 9                  | 16               | 3                    |
| Жінки    | 36      | 15                 | 15               | 6                    |
| Разом    | 64      | 24                 | 31               | 9                    |